# Uapaca
Uapaca je rod rostlin z čeledi smuteňovité (Phyllanthaceae). Jsou to dvoudomé dřeviny s jednoduchými střídavými listy a drobnými květy v hlávkovitých květenstvích podepřených listeny. Plodem je peckovice. Rod zahrnuje 25 druhů a je rozšířen v subsaharské Africe a na Madagaskaru. Řada druhů má jedlé plody, některé jsou vyhledávány jako zdroj dřeva nebo v domorodé medicíně. Ve střední Africe je významným zdrojem lokálně využívaného ovoce zejména Uapaca kirkiana.

## Popis
Zástupci rodu Uapaca jsou dvoudomé stromy a keře, ronící při poranění pryskyřičnatý, na vzduchu tuhnoucí a tmavnoucí exudát. Často mají chůdovité kořeny. Listy jsou jednoduché, střídavé, celokrajné, řapíkaté nebo přisedlé, se zpeřenou žilnatinou, obvykle obvejčitého tvaru a nahloučené na koncích tlustých větví. Palisty jsou opadavé nebo chybějí.
Květy jsou drobné, málo nápadné, bezkorunné, přisedlé, jednopohlavné, uspořádané v úžlabních hlávkách podepřených listeny funkčně nahrazujícími okvětí. Někdy květenství vyrůstají přímo ze starších větví. Kalich je pětičetný, s lístky na bázi srostlými. Samčí květy obsahují 4 až 6 tyčinek a poměrně velký zakrnělý semeník (pistillodium). Jsou uspořádané ve svazečcích po 5 až 10. Samičí květy jsou v rámci květenství jednotlivé. Semeník je svrchní, synkarpní, srostlý obvykle ze 3 (2 až 4) plodolistů.
Plodem je peckovice obsahující 3 pecičky a houbovitou dužninu.

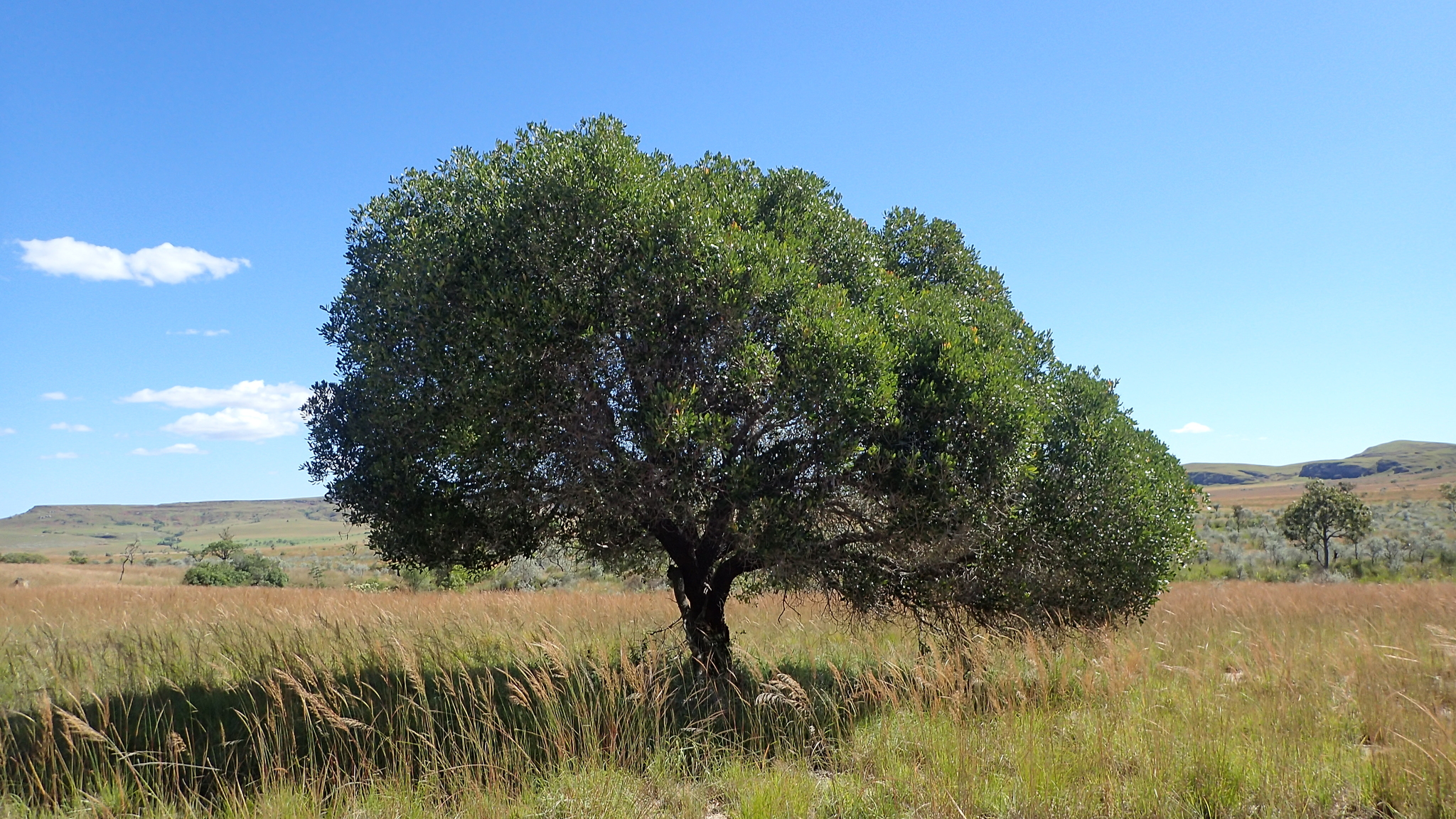
Uapaca bojeri na Madagaskaru
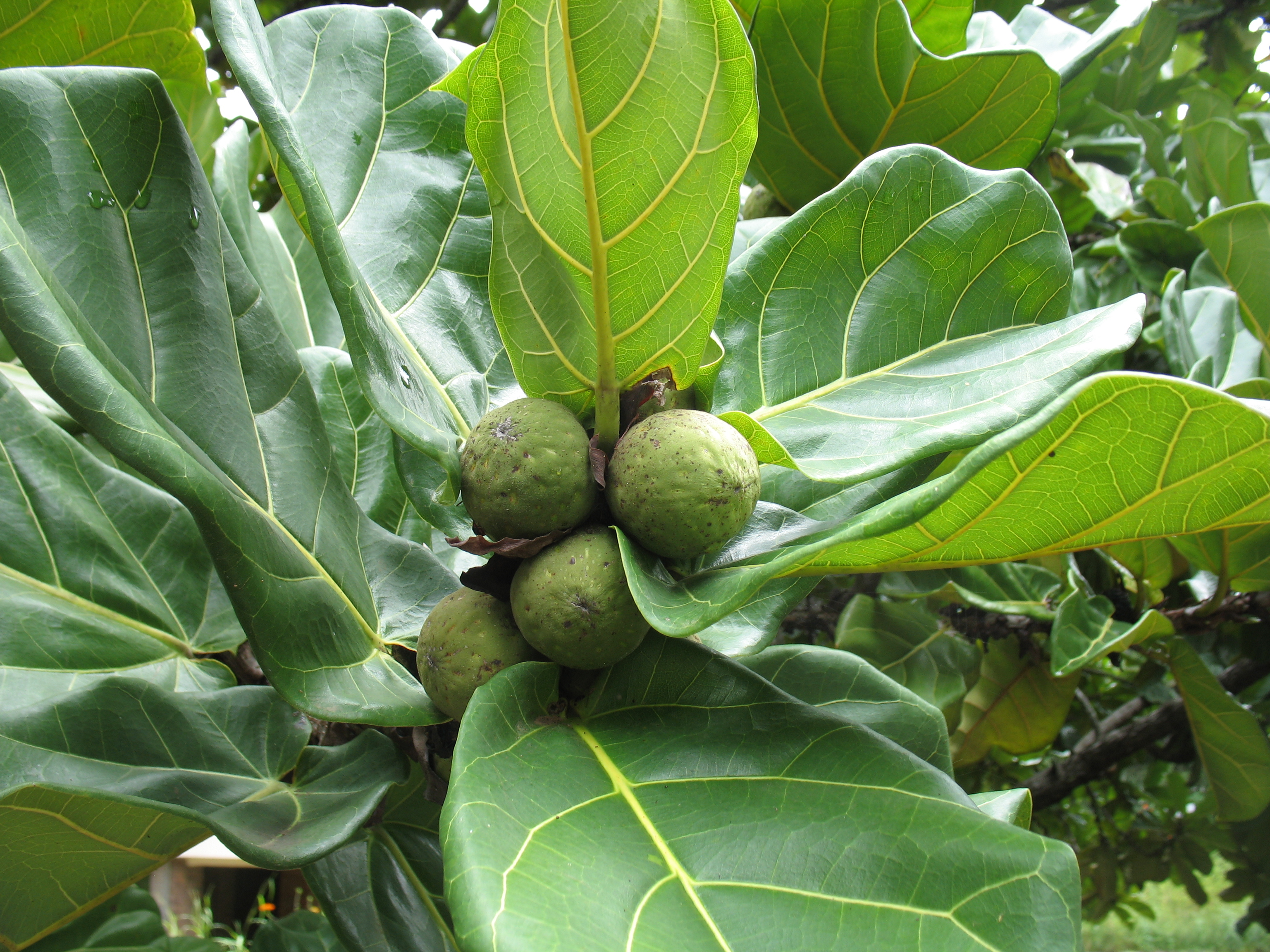
Uapaca kirkiana s plody

## Rozšíření
Rod Uapaca zahrnuje asi 25 druhů (v minulosti bylo uváděno až okolo 50) a je rozšířen v subsaharské Africe s výjimkou její jižní části a Afrického rohu a na Madagaskaru. Centrum druhové diverzity je v oblasti Konžské pánve. Celkem 8 druhů jsou endemity Madagaskaru. Zástupci rodu rostou v tropických deštných, poloopadavých až sklerofylních lesích v nadmořských výškách do 2000 m.

## Ekologické interakce
Květy rostlin rodu Uapaca jsou opylovány hmyzem. Květy Uapaca kirkiana navštěvuje zejména včela medonosná a různé druhy brouků.
Plody vyhledává jako potravu široká škála různých obratlovců.
Semena afrického druhu Uapaca mole (syn. Uapaca paludosa) šíří s trusem zejména opice, veverky a sloni.
Neporušená semena některých druhů bývají nacházena i v trusu ryb.
Na listech dřevin rodu Uapaca se živí housenky různých martináčů (mezi jinými Argema mittrei, Imbrasia rubra, Pseudantheraea discrepans), baboček Charaxes nichetes a Cymothoe caenis, ostruháčka Deudorix magda a některých drobnějších druhů můr.

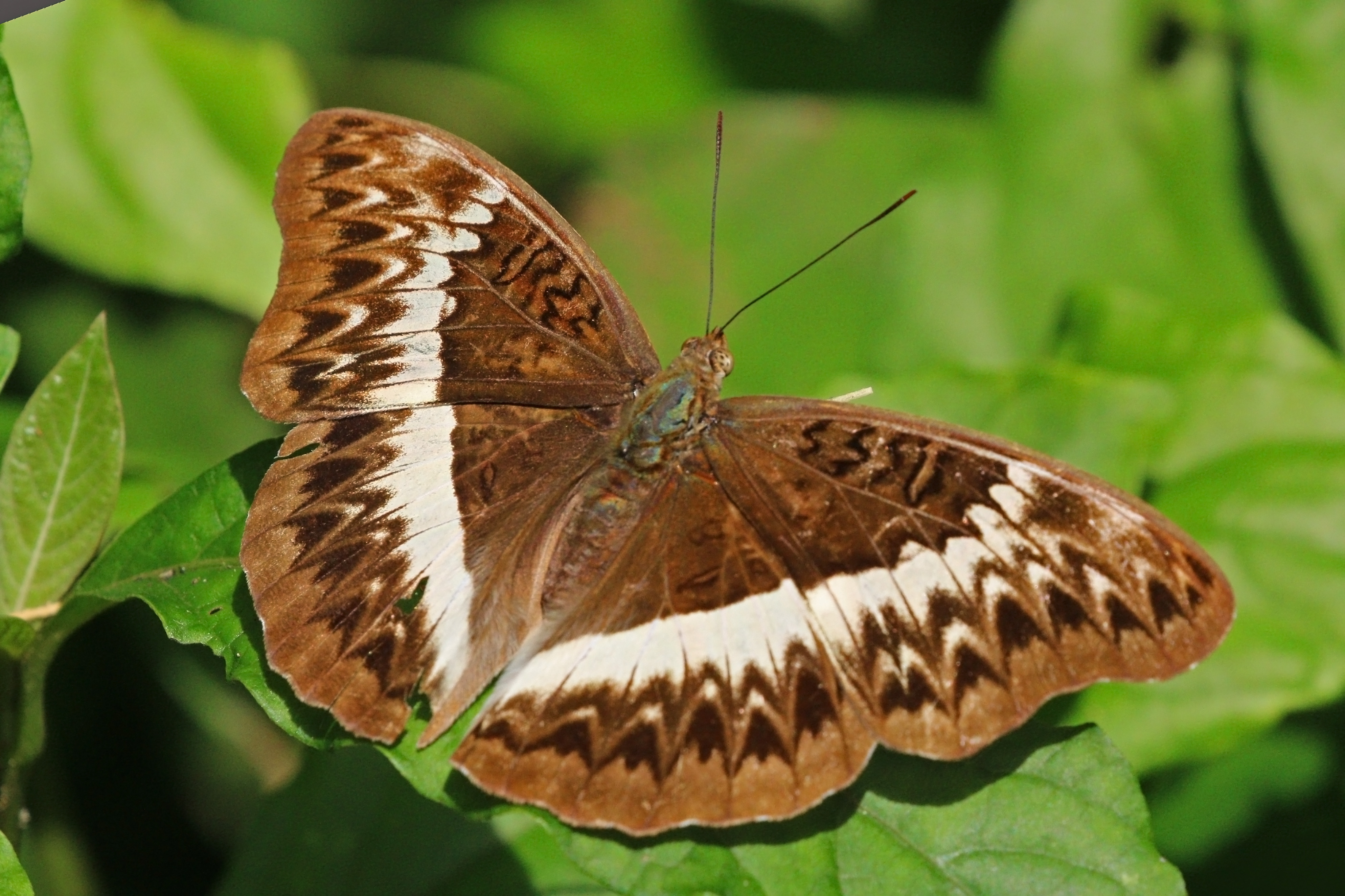
Babočkovitý motýl Cymothoe caenis
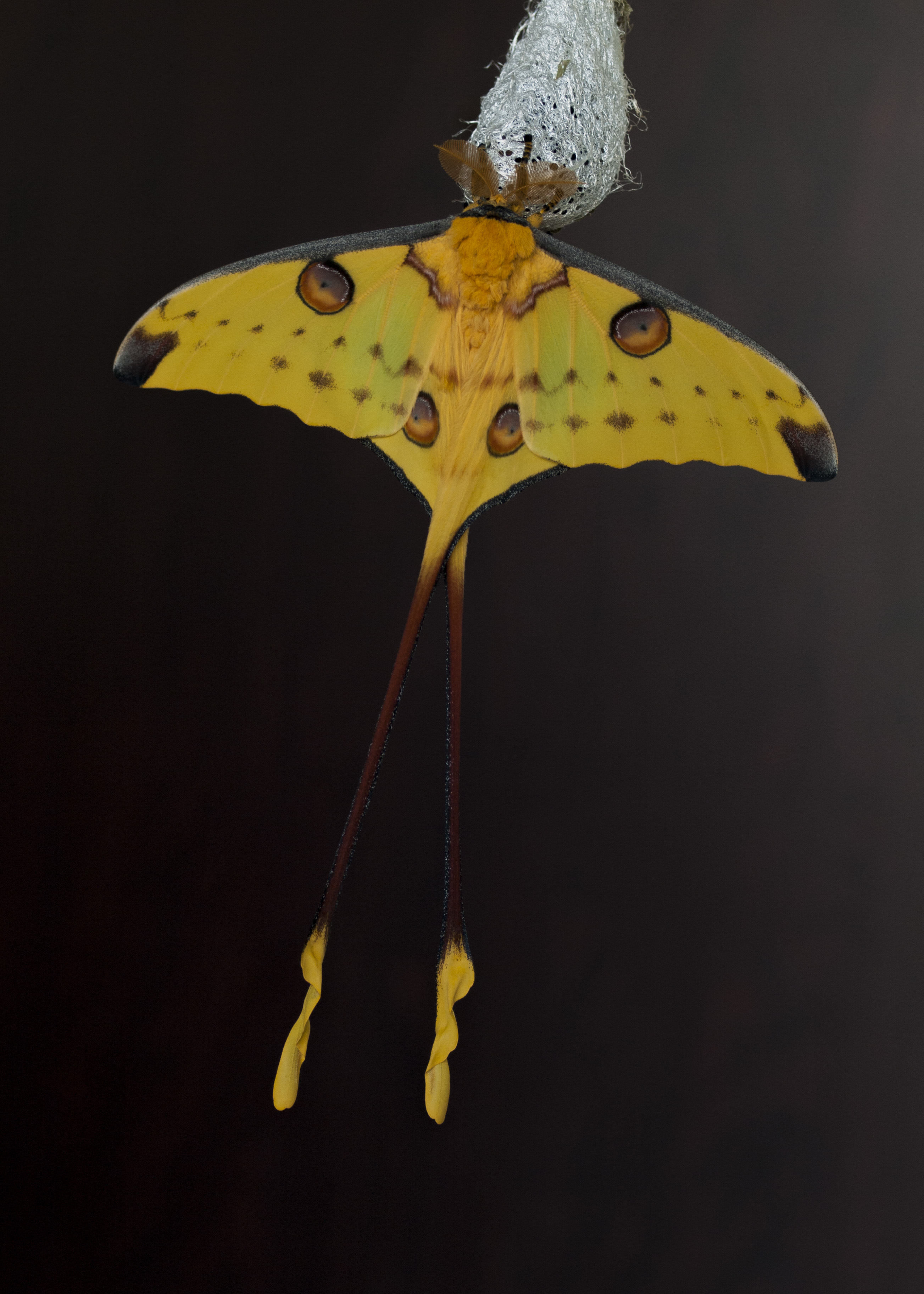
Martináč Argema mittrei
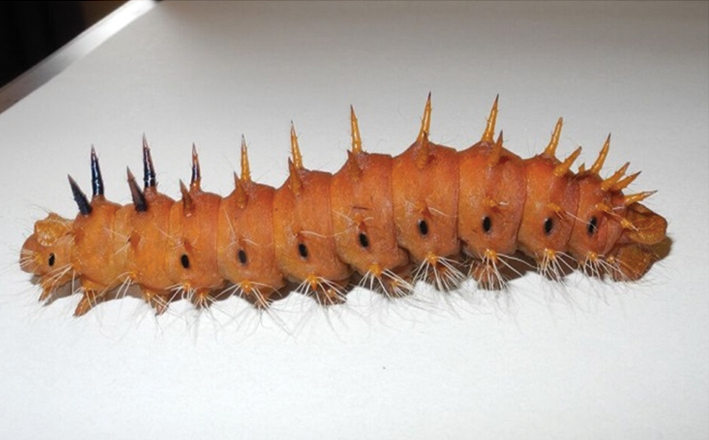
Housenka martináče Pseudantheraea discrepans

## Taxonomie a etymologie
Rod Uapaca je v rámci čeledi Phyllanthaceae řazen do podčeledi Antidesmatoideae a monogenerického tribu Uapaceae. V minulosti byl stejně jako ostatní rody čeledi Phyllanthaceae součástí čeledi Euphorbiaceae nebo byl na základě morfologických odlišností (květy bez disku, uspořádané v hlávkách podepřených listeny) řazen do samostatné čeledi Uapacaceae.
Rodový název pochází z místního madagaskarského jména rostliny.

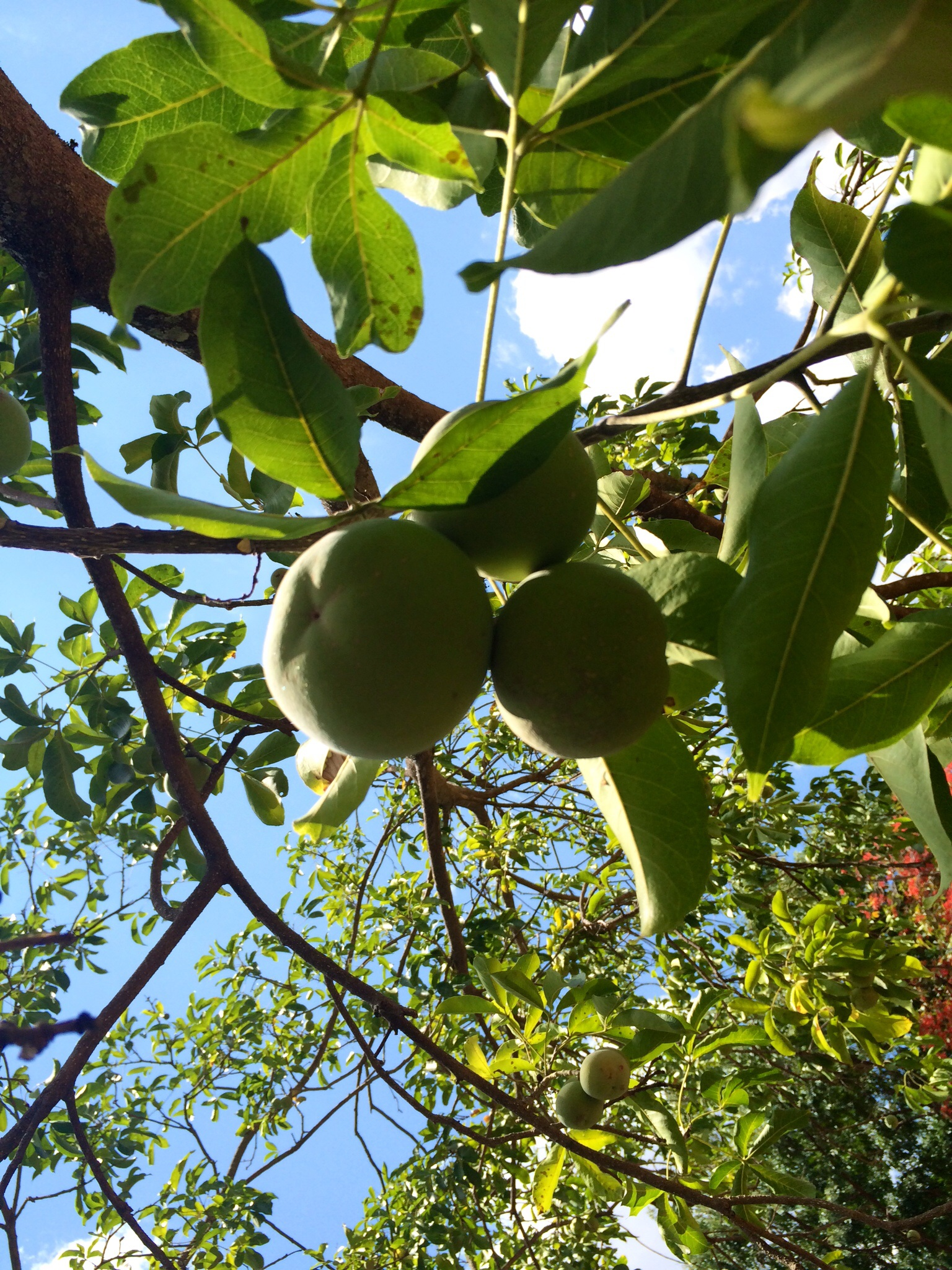
Plody Uapaca kirkiana

## Význam
Řada afrických i madagaskarských druhů má jedlé plody, mezi jinými Uapaca esculenta, U. guineensis, U. heudelotii a U. kirkiana.
Jako ovoce má význam zejména Uapaca kirkiana, rozšířená v oblasti středojižní Afriky. Plody jsou sladké a chutné a patří k lokálně vyhledávanému ovoci. Jsou známy též jako divoký lokvát. Zpravidla se sbírají z divoce rostoucích stromů a bývají ve velkém množství prodávány na lokálních trzích.
Dřevo stromů rodu Uapaca je středně dobře až dobře opracovatelné a více či méně odolné vůči povětrnostním vlivům. Jádrové dřevo bývá načervenalé, hnědočervené až čokoládově hnědé, běl světlejší a jen nezřetelně odlišená.
Používá se zejména jako dobré palivo a k výrobě kvalitního dřevěného uhlí, na lehké stavby, podlahy a ke stavbě lodí.
Tvrdé a trvanlivé dřevo Uapaca kirkiana je odolné i vůči termitům. Používá se v truhlářství i tesařství.
Dřevo Uapaca guineensis je používáno jako náhrada mahagonu.
Na listech Uapaca bojeri žijí na Madagaskaru housenky můry Borocera madagascariensis, jejichž kokony jsou zdrojem hedvábí.
Některé druhy jsou využívány v domorodé medicíně zejména jako tonikum a emetikum. Mezi šířeji využívané druhy náleží zejména Uapaca guineensis, U. heudelotii, U. kirkiana a Uapaca paludosa.